# Sauga
Sauga (äldre tyska och svenska: Sauck) är en småköping (estniska: alevik) i sydvästra Estland. Den är centralort i Sauga kommun som ligger i landskapet Pärnumaa, 100 km söder om huvudstaden Tallinn. Sauga ligger 15 meter över havet och antalet invånare var 1 332 år 2011. Närmaste större samhälle är Pärnu, 3 km söder om Sauga. 